# Huron (Kalifornija)
Huron je grad u američkoj saveznoj državi Kalifornija. Prema popisu stanovništva iz 2010. u njemu je živjelo 6.754 stanovnika.